# 彝语
彝语，是彝族语言的总称，属于漢藏語系緬彝語支，分布在中国云贵川及广西等地区，使用人数约610万。有专门的文字彝文。

## 方言
彝语内部差异很大。可以分为6大方言區，26種土语。
- 北部方言，又称诺苏语，180万人使用，主要分布在四川省西南部凉山彝族自治州和云南省北部。
  - 北部次方言：130万人
    - 圣乍土语（ꏃꎖꉙ shyp nra hxop 中裤脚话），分布在四川省喜德、昭觉、越西、甘洛、金阳、普格、西昌、冕宁、盐源、盐边、木里、德昌、石棉、九龙、泸定、雷波，其次分布在云南省的永胜、华坪、宁蒗、中甸、兰坪、维西、剑川、昭通、永善、巧家、丽江。
    - 义诺土语（ꒉꆈꉙ yy nuo hxop 大裤脚话），分布在四川省美姑、马边、峨边、昭觉、甘洛、越西、金阳（部分地区）。
    - 田坝土语（ꆺꅔꃅꉙ lip ndip mu hxop），主要分布在甘洛，越西，峨边，另外在汉源县，雅安地区的一部分地区。

  - 南部次方言：50万人
    - 布拖土语（ꀊꄖꉙ a du hxop 阿都话），又称东部土语，主要分布在布拖县，其次分布在普格县，宁南县，会东县，会理县（部分地区）。
    - 会理土语（ꌕꅔꉙ suo ndip hxop 所地话），又称西部土语，主要分布在会理县，德昌县，米易县，其次分布在普格县（部分地区），另外还分布在云南楚雄金沙江一带。
- 东部方言，150万人使用，主要分布在云南省东北部和中部、四川省南部、贵州省西部、广西壮族自治区西部。
  - 滇黔次方言
    - 水西土语：贵州毕节、黔西、金沙、大方、织金、纳雍、清镇和云南镇雄一带。
    - 乌撒土语：贵州威宁、水城、赫章和云南彝良、会泽、宣威一带。
    - 芒部土语：云南镇雄、威信和贵州赫章一带。
    - 乌蒙土语：云南昭通和永善的部分地区。

  - 滇东北次方言
    - 武禄土语：云南武定县、禄劝县、元谋、寻甸、禄丰、会泽一带。
    - 巧武土语：云南巧家县、武定、禄劝、元谋、会泽一带。
    - 武定土语：云南武定、永仁、禄丰一带。
    - 寻甸土语：云南寻甸县、禄劝、会泽、嵩明、泸西、师宗、罗平、弥勒一带。
    - 昆安土语：云南昆明的安宁市和楚雄彝族自治县的禄丰一带。

  - 盘县次方言：主要分布在贵州盘县的盘南和盘北以及云南的富源、罗平一带。
- 南部方言，又称尼苏语，100万人使用，主要分布在云南省昆明以南。
  - 东部土语（石建土语），又称东尼苏语：50万人使用，分布在石屏县、建水县、通海县、个旧市、开远市、蒙自市、河口县一带。
  - 西北部土语（峨新土语），又称北尼苏语：30万人使用，分布在峨山县、新平彝族傣族自治县、江川县、玉溪市、易门县、昆明一带。
  - 西南部土语（元金土语），包括南尼苏语和西南尼苏语：20多万人使用，分布在元阳县、金平县、红河县、绿春县、石屏县南部、元江县东南部、墨江县、江城县、思茅区、宁洱县。
- 西部方言：90万人，主要分布在云南西部洱海、哀牢山以西。
  - 东山土语：巍山坝子以东
  - 西山土语：巍山坝子以西
- 中部方言：50万人，主要分布在云南中部。
  - 倮倮泼土语，又称南华土语：30万人使用，分布在南华县、祥云、巍山、景东、楚雄、双柏、禄丰、姚安、牟定一带。
  - 里泼土语，又称大姚土语：20万人使用，分布在大姚县、永仁一带。
- 东南部方言：40万人，主要分布在云南东南部。
  - 撒尼土语，又称宜良土语：石林、邱北、泸西、宜良县、弥勒、陆良等自称“尼坡”的居住区。
  - 阿细土语，又称弥勒土语：弥勒县、华宁、泸西、石林等自称“阿细坡”的居住区。
  - 阿哲土语，又称华弥土语：弥勒、华宁县、开元等自称为“阿哲坡”的居住区。
  - 阿扎土语，又称文西土语：文山市、砚山等地区。

## 语音
语音方面的主要特点有：
- 辅音分为清浊两类，清音和清塞擦音又分送气和不送气两类。在北部、东部、东南部方言的部分地区，浊塞音、浊塞擦音还有带与不带鼻冠音的区别。
- 多数方言的元音有松紧对立。元音松紧与声调有一定的互相制约关系。
- 多数方言的音节都只有开音节，韵母由单元音构成，没有鼻音和塞音韵尾。
- 一般有3至4个声调。调型简单，多为平调和降调，没有曲折调。

各方言条目有更详细的语音介绍。

## 文字
早期的彝文是表意文字。随着时间的推移，大量的表音节符号加入到彝文中，成為表意为主、表音为辅的意音结合的意音文字，称为老彝文。老彝文并非规范统一的文字，不同地区的老彝文有很大的差异。汉朝已经有关于“彝经”的记载。云南彝族撒尼人叙事长诗《阿诗玛》（ꀊꏂꃀ），其原著就是用彝文写的。
1970年以后在老彝文的基础上，整理出凉山规范彝文和云南规范彝文。其中凉山规范彝文推行最广，已经被Unicode收录。凉山规范彝文是一种纯粹的音节文字，不再表意。

## 语法
彝语属于分析语，通过大量使用虚词、并辅以少量重叠和内部屈折来展现语法手段。基本语序为主+宾+谓（SOV）。
彝语词汇主要分为实词和虚词。其中实词中的名词在彝语中没有性别、数、格的变化，数词修飾名词需使用量词；动词无人称、时态变化；形容词无比较级和最高级，通常置于被修饰主体的后面并且需要结构助词修施。在虚词中，彝语没有冠词，而大部分句子的语法关系需使用助词表现：助词包括时态助词、语气助词和结构助词；此外彝语中亦使用介词和连词，介词通常置于宾语后。